# 信松院
信松院（しんしょういん）は、東京都八王子市台町三丁目にある曹洞宗の寺院。山号は金龍山。開基は信松尼（武田信玄の四女・松姫）。開山は卜山舜越。八王子七福神の一つである布袋像を祀る。

## 歴史
1590年（天正18年）に信松尼（松姫）が心源院より八王子御所水（現・八王子市台町）の草庵に移転したのが創建とされる。
松姫は1567年（永禄10年）、7歳のとき、織田信長嫡男の信忠11歳と婚約したが、1573年（元亀3年）、両家は交戦状態（三方ヶ原の戦い）となり、婚約も破棄された。信玄の没後、1582年（天正10年）に織田勢による甲州征伐が開始されると、松姫は逃避行の末、武州多摩郡恩方にたどり着く。武田家は天目山の戦いで滅亡し、その後、本能寺の変で信忠が亡くなるという悲報が続き、松姫は心源院に移り出家した。
1945年（昭和20年）の八王子空襲では、焼失は逃れたものの、松姫が植えたとされている松が枯れた。
松姫の名を冠した「まつひめ幼稚園」を経営していたが1986年3月閉園した。

## 文化財
- 軍船ひな形・寄進目録 - 木造、東京都指定文化財。安土桃山時代に制作された1/25の大きさの安宅船と関船の木製雛型（模型）[5]。
- 松姫坐像 - 木造、八王子市指定文化財
- 信松尼墓 - 八王子市指定史跡

## 所在地
東京都八王子市台町3丁目18番28号

## 交通アクセス
- JR東日本中央線西八王子駅から徒歩約12分

## ギャラリー

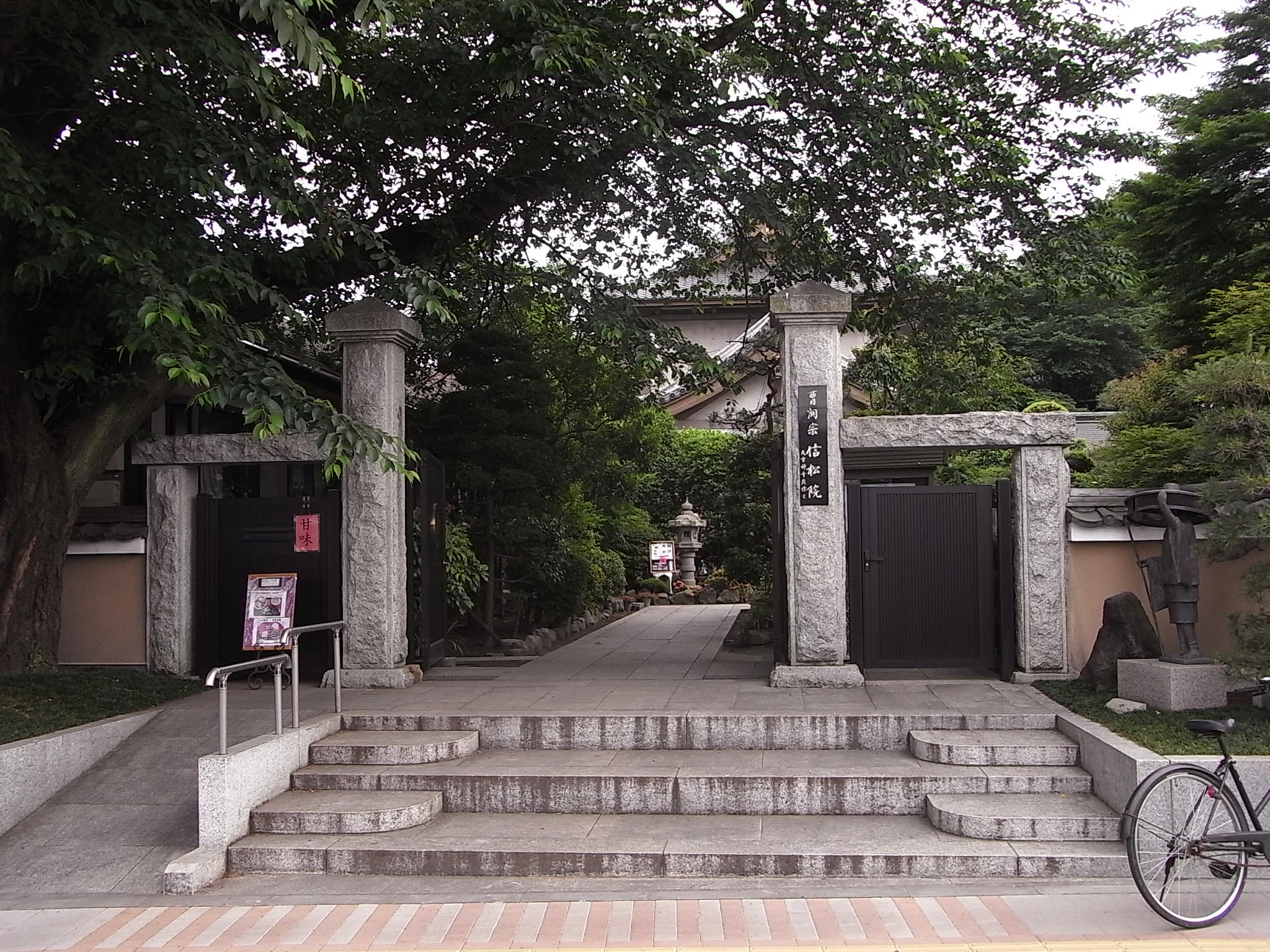
信松院の山門（2009年5月23日撮影）
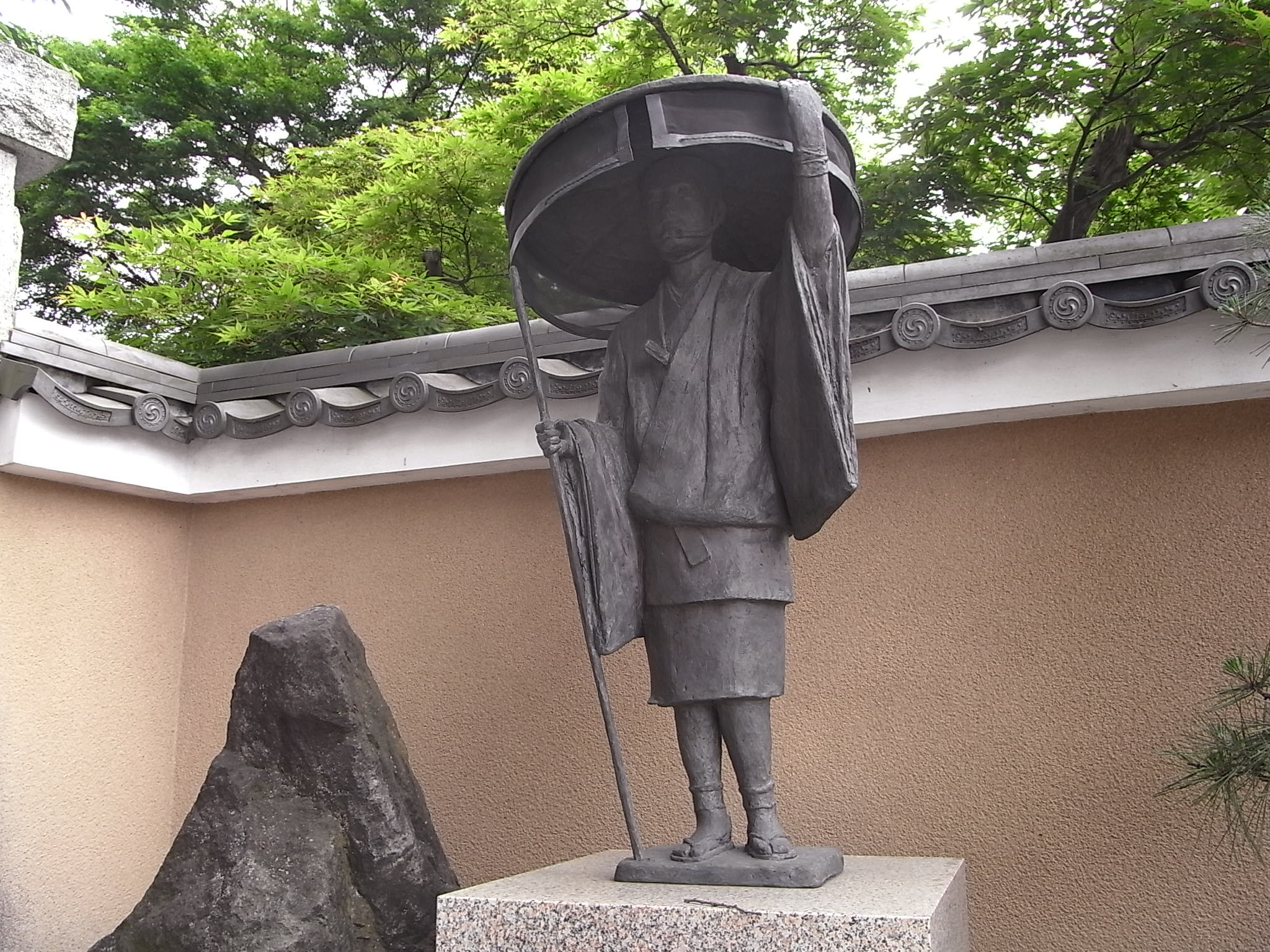
松姫の東下之像（2009年5月23日撮影）
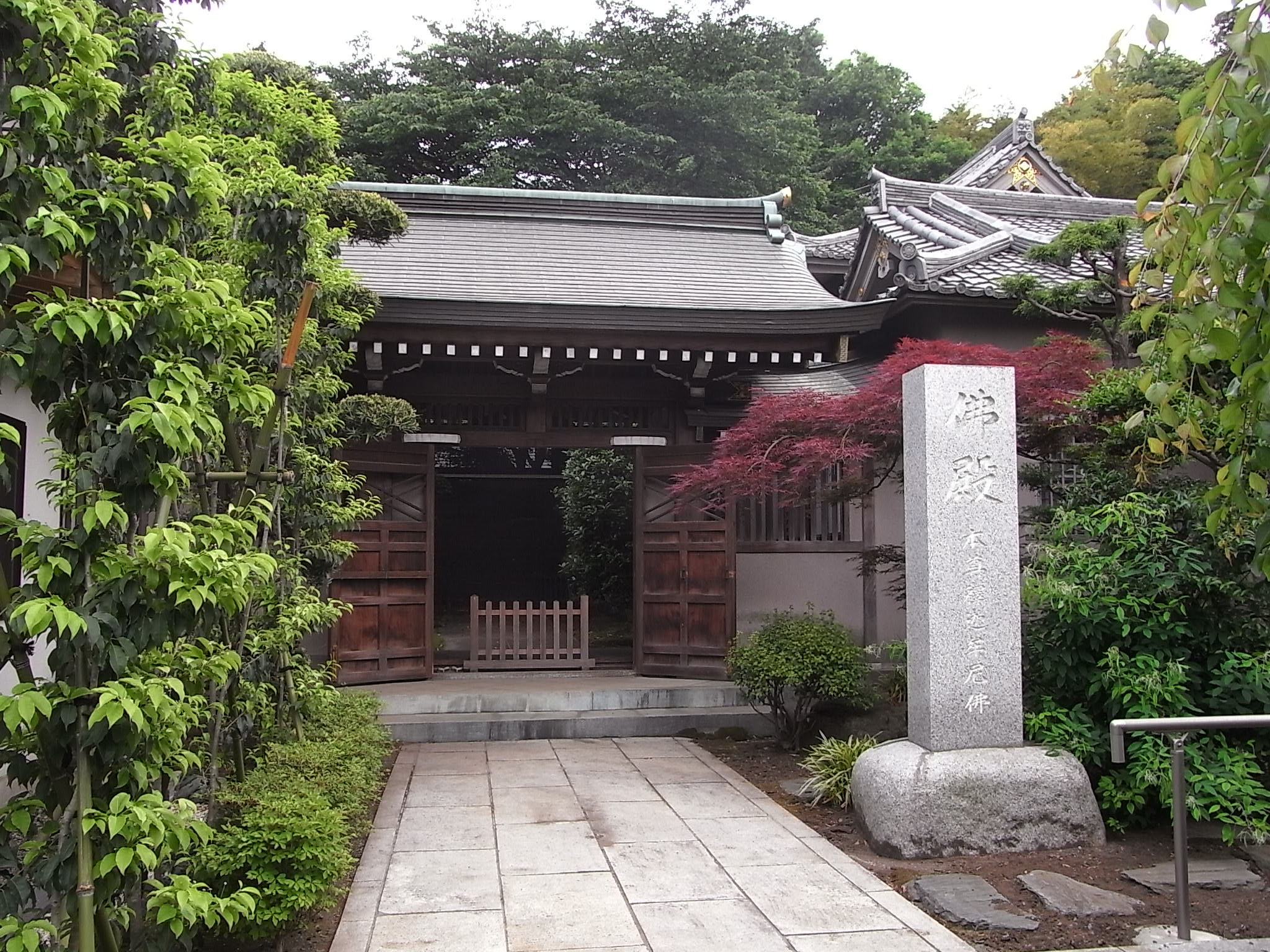
仏殿（2009年5月23日撮影）
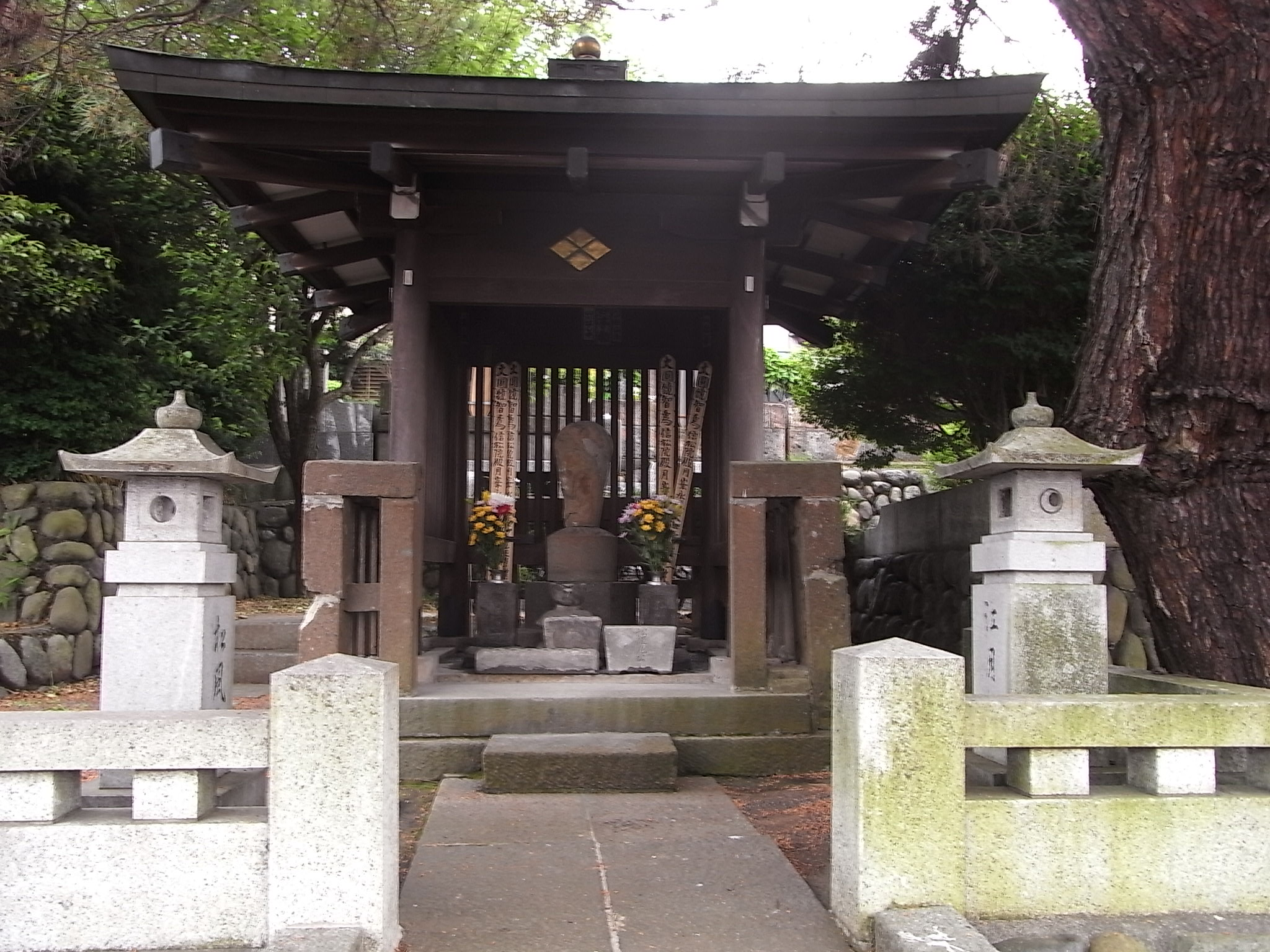
松姫の墓（2009年5月23日撮影）
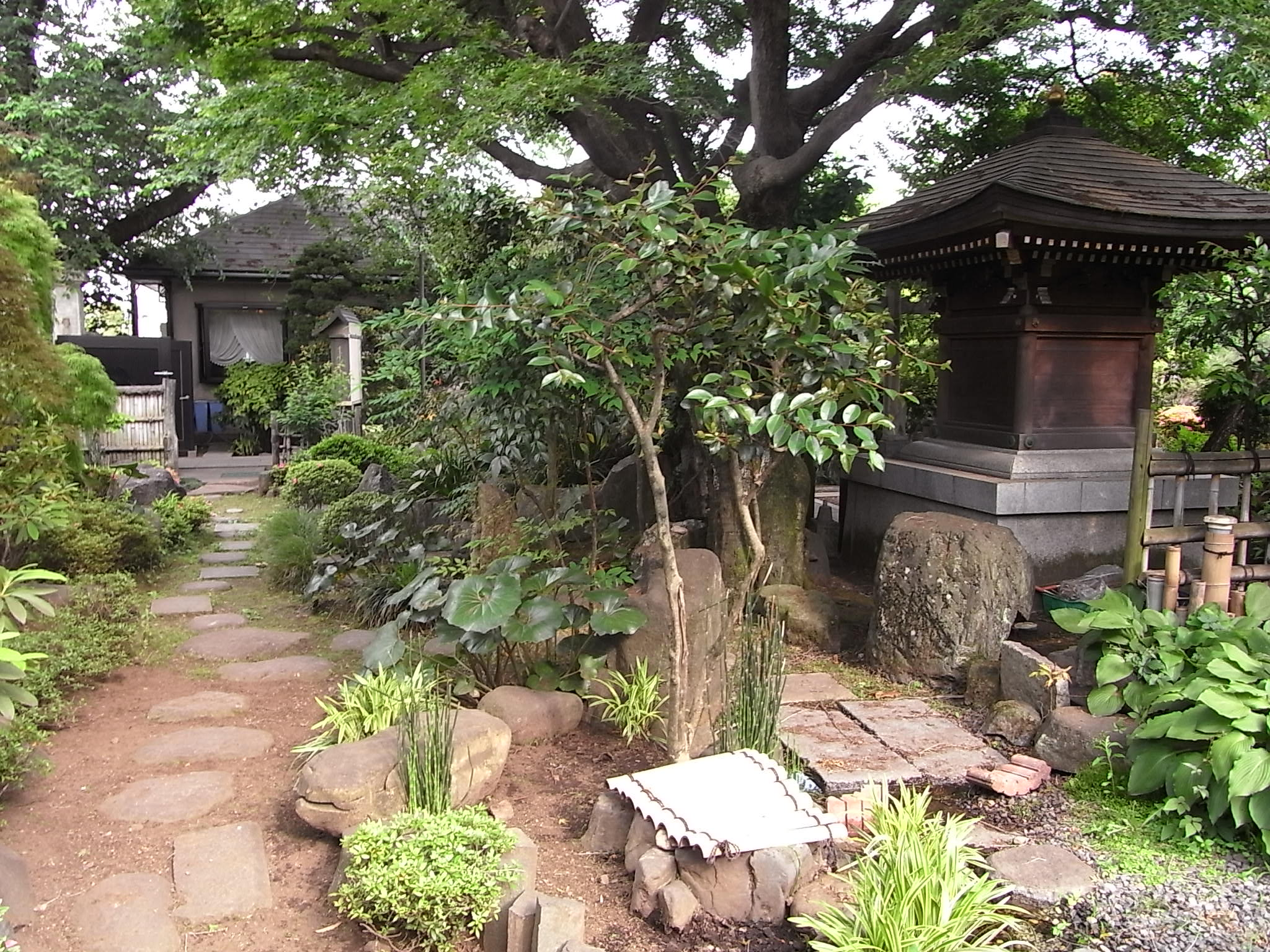
境内の模様（2009年5月23日撮影）